# Каркаринський сільський округ
Каркари́нський сільський округ (каз. Қарқара ауылдық округі, рос. Каркаринский сельский округ) — адміністративна одиниця у складі Кегенського району Алматинської області Казахстану. Адміністративний центр — село Каркара.
Населення — 1819 осіб (2021; 2361 у 2009, 2744 у 1999, 3080 у 1989).
Станом на 1989 рік існувала Каркаринська сільська рада (села Єкпінді, Єреул, Каркара, Минжилки, Тасбулак).

## Склад
До складу округу входять такі населені пункти:
| Населений пункт | Населення, осіб (1989) | Населення, осіб (1999) | Населення, осіб (2009) | Населення, осіб (2021) |
| --------------- | ---------------------- | ---------------------- | ---------------------- | ---------------------- |
| Єкпінді, село   | 78                     | -                      | -                      | -                      |
| Єреул, село     | 191                    | 175                    | 133                    | 77                     |
| Каркара, село   | 2401                   | 2446                   | 2152                   | 1694                   |
| --Відгони       | -                      | -                      | -                      | 12                     |
| Минжилки, село  | 243                    | 123                    | 76                     | 36                     |
| Тасбулак, село  | 167                    | -                      | -                      | -                      |